# Gawalisestadion
Het Gawalisestadion is een multifunctioneel stadion in Palu, een stad in Indonesië (Midden-Sulawesi). 
Het stadion wordt vooral gebruikt voor voetbalwedstrijden, de voetbalclub FC Celebest maakt gebruik van dit stadion. In het stadion is plaats voor 20.000 toeschouwers. 